# Primabalerina

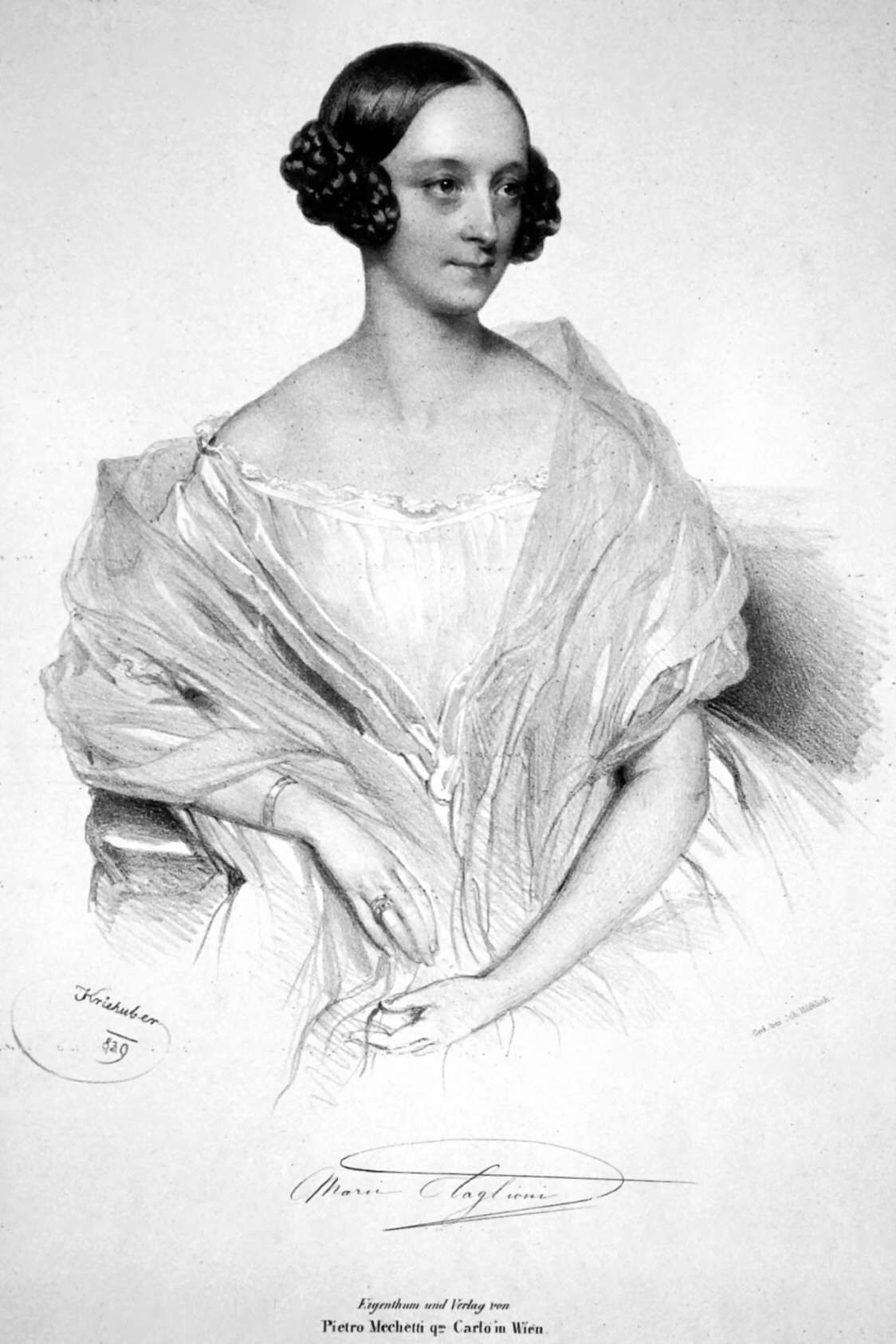
Maria Taglioni

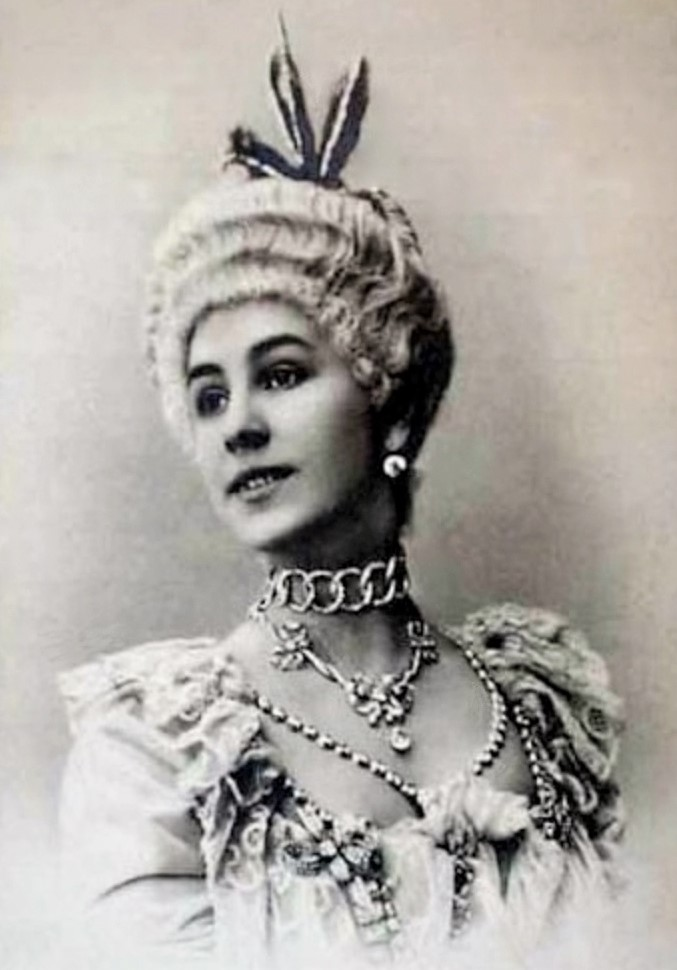
Matylda Krzesińska

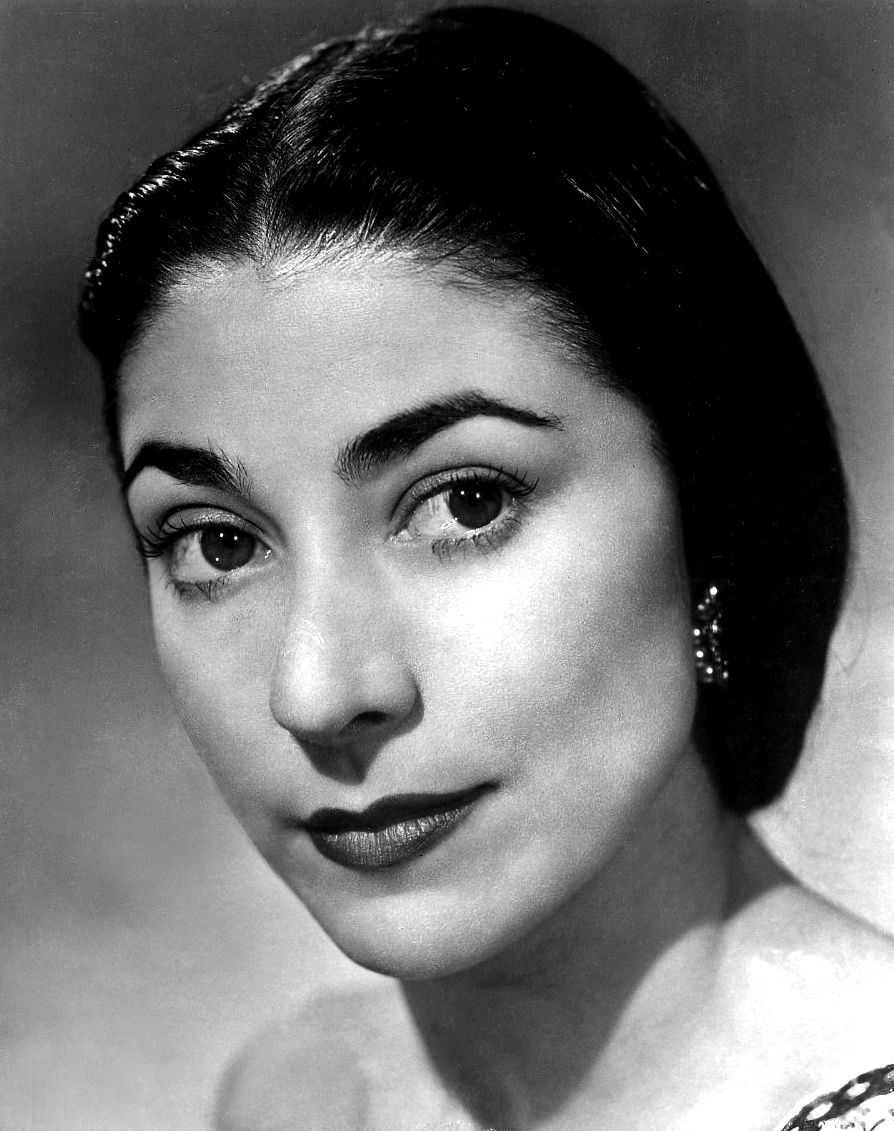
Margot Fonteyn

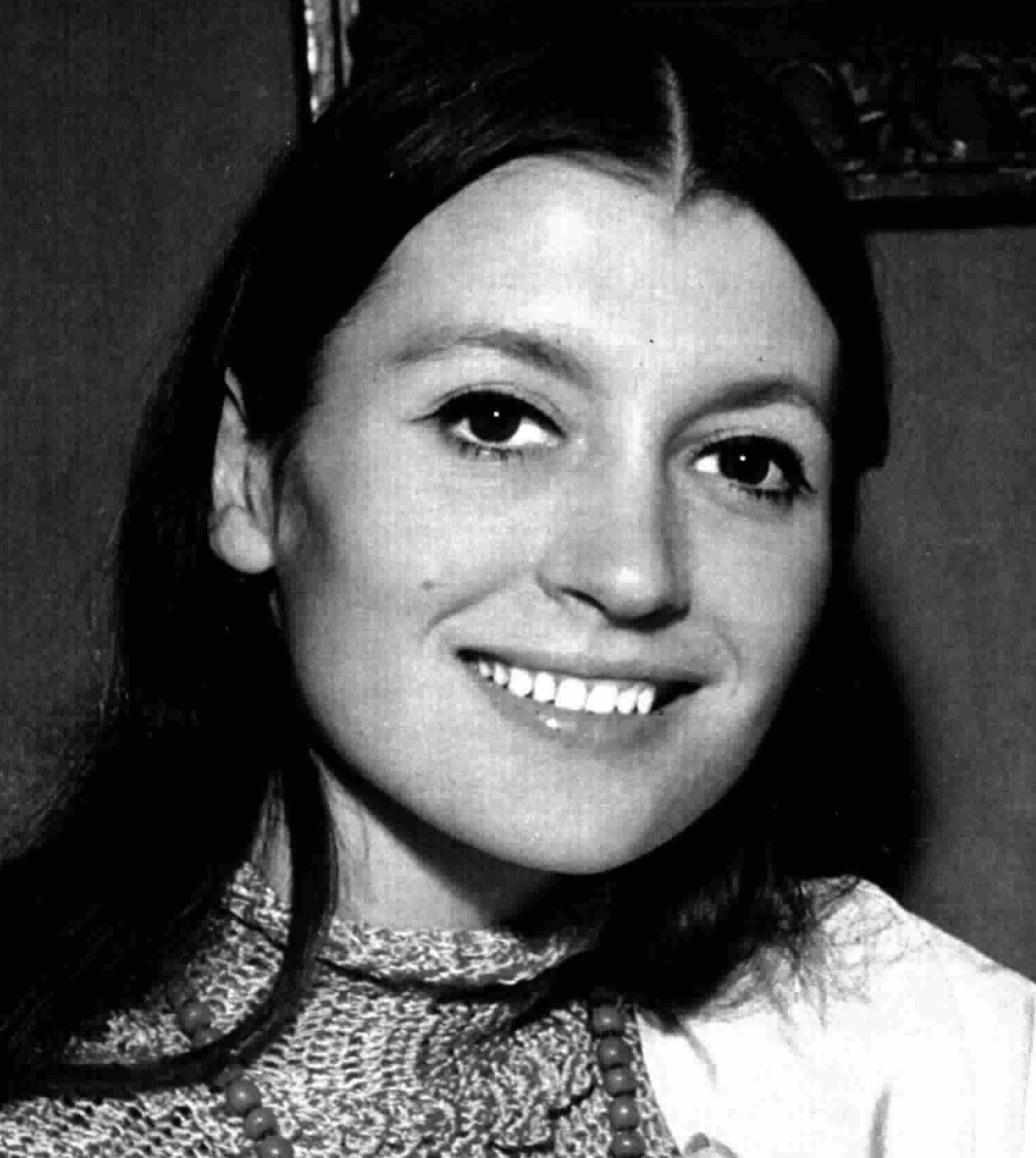
Carla Fracci

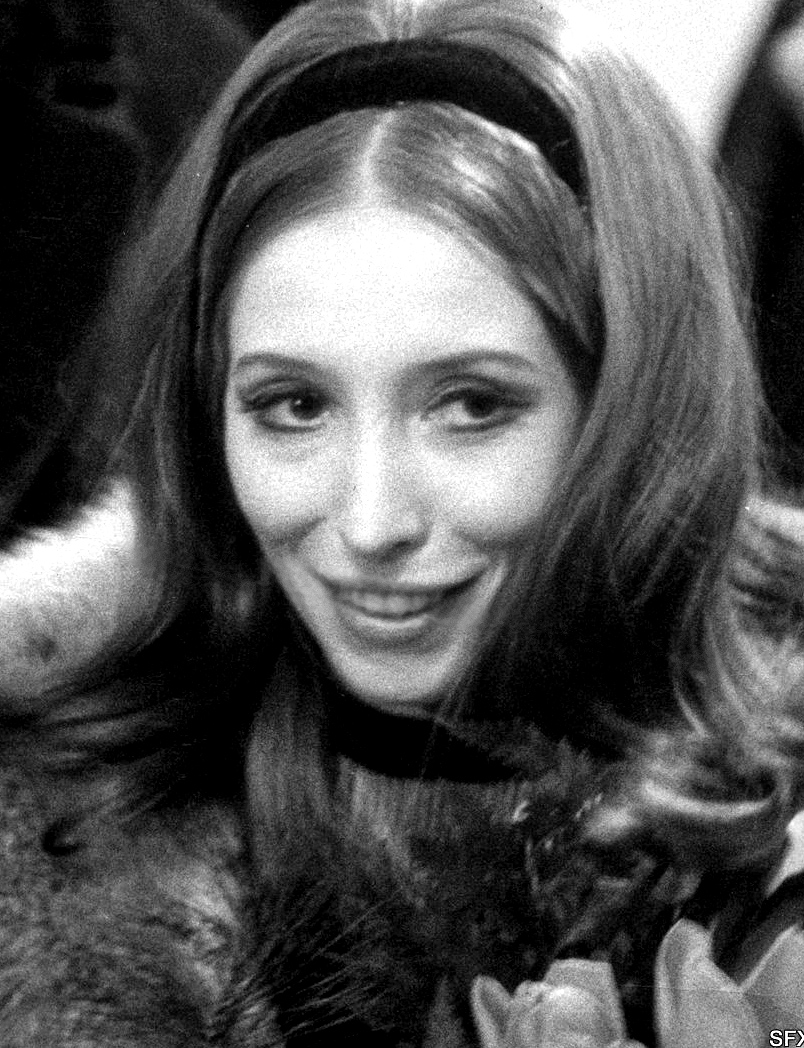
Natalia Makarowa

Primabalerina (wł. primaballerina – pierwsza balerina) – pierwsza tancerka zespołu baletowego, wykonująca główne partie w balecie. Tytuł nadawany kiedyś przez władców (carów, królów, dyktatorów, namiestników), także przez niektórych prezydentów lub ministrów kultury, a nawet przez dyrektorów poszczególnych teatrów operowych. 
Wyróżniano nim zazwyczaj najlepszą tancerkę w zespole baletowym, która charakteryzowała się nienaganną techniką, dyscypliną sceniczną, wielką charyzmą i niezwykłą osobowością – wyraźnie przewyższającymi inne tancerki i była wykonawczynią głównych partii w wielkim klasycznym repertuarze baletowym. Niejednokrotnie nadużywany był przez mocodawców, którzy kierowali się przy tych nominacjach osobistymi sympatiami i koneksjami towarzyskimi lub politycznymi wyróżnianych w ten sposób tancerek. Także w Polsce był nadawany dość samowolnie i dawno już został zaniechany.
Obecnie powszechnie uznawany jest w balecie jako pretensjonalny i anachroniczny. W czołowych zespołach świata zastąpiły go współcześnie pozycje pierwszych tancerek (analogicznie do pierwszych tancerzy), a tego rodzaju awanse odbywają się według zobiektywizowanych, wyłącznie profesjonalnych kryteriów.
Czasem jeszcze używany jest nieformalnie w publicystyce dla wyrażenie specjalnego uznania dla jakieś wybitnej tancerki baletu.

## Słynne primabaleriny
- Alicia Alonso
- Giuseppina Bozzacchi
- Marie Camargo
- Barbara Campanini (La Barberina)
- Fanny Elssler
- Eva Evdokimova
- Alessandra Ferri
- Margot Fonteyn
- Carla Fracci
- Carlotta Grisi
- Sylvie Guillem
- Tamara Karsawina
- Irina Kołpakowa
- Matylda Krzesińska
- Pierina Legnani
- Natalia Makarowa
- Alicia Markova
- Anna Pawłowa
- Maja Plisiecka
- Olga Preobrażenska
- Marie Sallé
- Olga Spiesiwcewa
- Maria Taglioni
- Galina Ułanowa
- Agrippina Waganowa
- Anastasija Wołoczkowa

## Primabaleriny polskie
- Barbara Bittnerówna
- Alicja Boniuszko
- Helena Cholewicka
- Anna Gaszewska
- Waleria Gnatowska
- Barbara Karczmarewicz
- Maria Krzyszkowska
- Elżbieta Kwiatkowska
- Julia Mierzyńska
- Nina Novak
- Maria Pawińska
- Michalina Rogińska
- Olga Sawicka
- Olga Sławska
- Kamila Stefańska
- Anna Straus
- Karolina Straus
- Halina Szmolcówna
- Konstancja Turczynowicz
- Karolina Wendt
- Ewa Wycichowska